# Acrochordonichthys chamaeleon
Acrochordonichthys chamaeleon är en fiskart som först beskrevs av Vaillant 1902.  Acrochordonichthys chamaeleon ingår i släktet Acrochordonichthys och familjen Akysidae. IUCN kategoriserar arten globalt som sårbar. Inga underarter finns listade i Catalogue of Life.